# Roman Bürki
Roman Bürki (Münsingen, Suïssa, 14 de novembre de 1990) és un futbolista suís que juga com a porter al St. Louis City SC. Anteriorment va jugar set anys al Borussia Dortmund de la Bundesliga d'Alemanya. És germà major del defensor Marco Bürki.

## Trajectòria
Bürki va començar la seva carrera el 2007 amb l'equip de reserva de BSC Young Boys. El 2009, es va traslladar al FC Thun, i el 2010 al FC Schaffhausen. L'estiu de 2010, va tornar al BSC Young Boys, i mig any més tard, va ser traslladat al Grasshopper Club Zürich. En primer lloc, estava com a porter de reserva, més tard, es va guanyar el lloc de primer porter.
El 24 de maig de 2014 va signar un contracte amb el SC Friburg.
El 14 de juny de 2015 va signar un contracte amb el Borussia Dortmund.

## Internacional
El 13 de maig de 2014, l'entrenador de la selecció de Suïssa, Ottmar Hitzfeld, va incloure a Bürki en la llista oficial de 23 jugadors convocats per afrontar la Copa Mundial de Futbol de 2014.
El 2016 és convocat per l'Eurocopa de França.

### Participacions en Copes del Món
| Mundial                        | Seu    | Resultat         |
| ------------------------------ | ------ | ---------------- |
| Copa Mundial de Futbol de 2014 | Brasil | Vuitens de final |

### Participacions en Eurocopes
| Copa          | Seu    | Resultat         |
| ------------- | ------ | ---------------- |
| Eurocopa 2016 | França | Vuitens de final |

## Palmarès

### Campionats estatals
| Títol       | Club        | País   | Any  |
| ----------- | ----------- | ------ | ---- |
| Copa Suïssa | Grasshopper | Suïssa | 2013 |